# Автошлях Т 0205
Автошля́х Т 0205 — автомобільний шлях територіального значення у Вінницькій області. З'єднує автошляхи E50 і Р33 на заході від районного центру Гайсина. Загальна довжина — 8.4 км.

## Маршрут
Автошлях проходить через такі населені пункти:
| Автошлях Т 0205   |        |
| Вінницька область |        |
| Гайсинський район |        |
| Кунка             | E50М12 |
| Куна              | Р33    |